# Araguanã (Tocantins)
Araguanã es un municipio brasileño del estado de Tocantins. Su población estimada en 2004 era de 5.095 habitantes. Tiene 869,4 km de extensión territorial. Está 152 metros encima del nivel del mar. Dista 476 km de la capital del estado, Palmas.

## Geografía
El municipio de Araguanã está localizado sobre el margen derecho del río Araguaia. Limita al norte con el municipio de Xambioá y con el estado del Pará; al sur con el municipio de Carmolândia; y al oeste con Aragominas.

### Clima
Clima tropical húmedo o estacionalmente seco. Las medias máximas de temperatura ocurren durante el período seco, en los meses de julio y agosto, y pueden llegar a los 39 °C.